# Ahmed Etaib
Ahmed Etaib es un deportista egipcio que compitió en judo. Ganó dos medallas de bronce en el Campeonato Africano de Judo de 1997, en las categorías de +95 kg y abierta.

## Palmarés internacional
| Campeonato Africano | Campeonato Africano    | Campeonato Africano | Campeonato Africano |
| Año                 | Lugar                  | Medalla             | Categoría           |
| ------------------- | ---------------------- | ------------------- | ------------------- |
| 1997                | Casablanca (Marruecos) | Medalla de bronce   | +95 kg              |
| 1997                | Casablanca (Marruecos) | Medalla de bronce   | Abierta             |